# Maserati Tipo 4CTR/4CS 1100
La 4CTR/4CS 1100 è una autovettura biposto da competizione costruita dalla Maserati dal 1931 al 1936. L'esordio nelle gare è stato il 12 aprile 1931 alla Mille Miglia.

## Il contesto
Una nuova serie di competizioni per le auto di piccole dimensioni aveva soppiantato la classe cyclecar, e così Alfieri Maserati decise di progettare un modello leggero e scattante che fosse fornito di un propulsore da quattro cilindri di facile manutenzione.
La prima versione del motore fu denominata “4CTR”, sigla che voleva dire “quattro cilindri testata riportata” (ciò significava che la testata del cilindro poteva essere tolta). Il prototipo guidato dai piloti Tuffanelli-Bertocchi vinse nella propria classe e risultò ventesimo nella classifica generale della Mille Miglia del 1932. Nello stesso anno furono introdotte due varianti, la monoposto 4CM e la biposto sportiva 4CS. La versione da strada fu studiata per competere in gare come la Mille Miglia, dove conquistò quattro vittorie di categoria. Nel 1934 il pilota Piero Taruffi arrivò quinto in classifica generale, battendo anche avversari con veicoli più potenti.
Il propulsore sovralimentato da 4 cilindri aveva la corsa lunga, un doppio albero a camme in testa ed erogava una potenza compresa tra i 90 ed 115 CV da 5300 a 6000 giri al minuto. Sulle ruote da 17 pollici erano montati pneumatici di marca Pirelli. Nel 1935 furono installati freni idraulici e fu presentata una nuova carrozzeria con l'innalzamento dei tubi di scarico. Il consumo di benzina era di 25 L ogni 100 km.

## Caratteristiche tecniche
L'accensione era singola con magnete Scintilla o Bosch. L'alimentazione era forzata con compressore tipo Roots. Il motore era in linea a quattro cilindri con una cilindrata di 1088,4 cm³. L'alesaggio e la corsa erano rispettivamente di 65 e 82 mm. La distribuzione era a due valvole per cilindro disposte a V di 90°, con doppio albero a camme in testa. Il rapporto di compressione era compreso tra 5,1 e 5,6 a uno. Il sistema di raffreddamento era a circolazione d’acqua con pompa centrifuga.
I freni erano a tamburo con comando meccanico, dal 1935 idraulico. La lubrificazione era forzata con pompe di mandata e recupero. Le sospensioni erano a balestra con ammortizzatori a frizione. Lo sterzo era a vite senza fine con settore dentato. La trasmissione era provvista di un cambio a quattro velocità più la retromarcia.
La carrozzeria era biposto o corsa in alluminio.. Il telaio era formato da due longheroni e traverse in profilati d'acciaio.
Il modello raggiungeva la velocità massima di 150 km/h.